# Municipio Camiri
Das Municipio Camiri ist ein Verwaltungsbezirk im Departamento Santa Cruz im südamerikanischen Anden-Staat Bolivien.

## Lage im Nahraum
Das Municipio Camiri ist eines von sieben Municipios der Provinz Cordillera und umfasst einen Bereich im südwestlichen Teil der Provinz. Es grenzt im Westen an das Municipio Lagunillas, im Südwesten an das Departamento Chuquisaca, im Süden an das Municipio Cuevo, im Osten an das Municipio Charagua und im Norden an das Municipio Gutiérrez.
Das Municipio erstreckt sich zwischen etwa 19° 48' und 20° 14' südlicher Breite und 63° 11' und 63° 40' westlicher Länge, seine Ausdehnung von Westen nach Osten und von Norden nach Süden beträgt jeweils bis zu 45 Kilometer.
Das Municipio umfasst 22 Gemeinden (localidades), der zentrale Ort des Municipios ist die Ortschaft Camiri mit 28.855 Einwohnern (Volkszählung 2012) im zentralen Teil des Municipios.

## Geographie
Das Municipio Camiri liegt am Westrand des bolivianischen Tieflands zwischen den Vorgebirgsketten der südöstlichen Cordillera Central. Das Klima ist subtropisch und semihumid, die Temperaturen schwanken im Tagesverlauf und im Jahresverlauf nur begrenzt.
Die Jahresdurchschnittstemperatur beträgt etwa 23 °C, mit monatlichen Durchschnittstemperaturen zwischen 17 °C im Juni und über 26 °C im November und Dezember (siehe Klimadiagramm). Der Jahresniederschlag beträgt knapp 900 mm, der Trockenzeit von Mai bis Oktober steht eine ausgeprägte Feuchtezeit von November bis April gegenüber, in der die durchschnittlichen Höchstwerte 170 bis 180 mm monatlich erreichen.

## Bevölkerung
Die Einwohnerzahl des Municipios hat sich zwischen 1992 und 2024 nur unwesentlich verändert:
| Jahr | Einwohner | Quelle       |
| ---- | --------- | ------------ |
| 1992 | 32.092    | Volkszählung |
| 2001 | 30.897    | Volkszählung |
| 2012 | 33.838    | Volkszählung |
| 2024 | 32.656    | Volkszählung |

Die Bevölkerungsdichte bei der letzten Volkszählung von 2024 betrug 33 Einwohner/km², der Alphabetisierungsgrad bei den über 15-Jährigen war von 89,6 Prozent (1992) auf 90,9 Prozent angestiegen. Die Lebenserwartung der Neugeborenen betrug 68,4 Jahre, die Säuglingssterblichkeit war von 6,8 Prozent (1992) auf 4,5 Prozent im Jahr 2001 zurückgegangen.
96,8 Prozent der Bevölkerung sprechen Spanisch, 13,0 Prozent sprechen Guaraní, 6,3 Prozent Quechua und 0,7 Prozent Aymara. (2001)
19,4 Prozent der Bevölkerung haben keinen Zugang zu Elektrizität, 13,5 Prozent leben ohne sanitäre Einrichtung (2001).
82,3 Prozent der 6.488 Haushalte besitzen ein Radio, 76,0 Prozent einen Fernseher, 34,8 Prozent ein Fahrrad, 5,1 Prozent ein Motorrad, 21,5 Prozent ein Auto, 55,3 Prozent einen Kühlschrank, und 24,9 Prozent ein Telefon. (2001)

## Politik
Ergebnis der Regionalwahlen (concejales del municipio) vom 4. April 2010:
| Wahlberechtigte |  | Stimmen | gültig |  | VERDES | MAS-IPSP | F A   | MSM   | XCAMIRI |
| --------------- |  | ------- | ------ |  | ------ | -------- | ----- | ----- | ------- |
| 18.221          |  | 15.606  | 13.365 |  | 7.005  | 3.741    | 1.264 | 894   | 461     |
|                 |  | 85,6 %  | 85,6 % |  | 52,4 % | 28,0 %   | 9,5 % | 6,7 % | 3,4 %   |

Ergebnis der Regionalwahlen (elecciones de autoridades políticas) vom 7. März 2021:
| Wahl- berechtigte |  | Wahl- beteiligung | gültige Stimmen |  | CREEMOS | MAS-IPSP | SOL    | UNIDOS | ASIP   | MNR    |
| ----------------- |  | ----------------- | --------------- |  | ------- | -------- | ------ | ------ | ------ | ------ |
| 24.661            |  | 19.836            | 18.181          |  | 10.874  | 5.760    | 637    | 540    | 202    | 168    |
|                   |  | 80,43 %           | 91,66 %         |  | 59,81 % | 31,68 %  | 3,50 % | 2,97 % | 1,11 % | 0,92 % |

## Gliederung
Das Municipio Camiri untergliedert sich in die folgenden beiden Kantone (cantones):
- Cantón Camiri – 5 Vicecantones – 7 Gemeinden – 27.251 Einwohner (2001)
- Cantón Choreti – 12 Vicecantones – 15 Gemeinden – 3.646 Einwohner

## Ortschaften im Municipio
- Kanton Camiri
  - Camiri 28.855 Einw.
- Kanton Choreti
  - Choreti 999 Einw.